# جلال‌الدین معیریان
جلال‌الدین معیریان (زادهٔ ۲۱ شهریور ۱۳۲۰ در تهران) چهره ماندگار طراح گریم و چهره‌پردازی اهل ایران است و از او به عنوان بهترین چهره پرداز و پایه‌گذار گریم کلاسیک در سینمای ایران یاد می‌شود.
جلال الدین معیریان اولین برنده سیمرغ بلورین بهترین چهره پردازی از جشنواره فیلم فجر برای فیلم سرب در سال ۱۳۶۷ و همچنین تنها برنده جام جم زرین به عنوان بهترین چهره پرداز از سازمان رادیو تلویزیون ملی ایران در سال ۱۳۵۴ می‌باشد.

## زندگی هنری
معیریان فارغ‌التحصیل رشتهٔ «بازیگری و چهره‌پردازی» از «دانشکده هنرهای دراماتیک» در سال ۱۳۵۱ می‌باشد. او فعالیتش در سینما را از سال ۱۳۴۹ با فیلم آرامش در حضور دیگران اثر ناصر تقوایی آغاز کرد و تا به امروز در بیش از ۱۰۷ فیلم سینمایی و سریال به‌عنوان طراح چهره‌پردازی همکاری داشته‌است که در این میان می‌توان به آثاری چون سریال هزاردستان، سلطان صاحبقران، سربداران و فیلمهای کمال الملک، مرگ یزدگرد و سرب اشاره کرد.
جلال الدین معیریان دارنده گواهینامه درجه یک هنری در رشته چهره پردازی از سوی وزارت فرهنگ و ارشاد اسلامی می‌باشد.

## وابستگان
فرزندانش بابک معیریان، بهنام معیریان و بیتا معیریان هم در رشته چهره پردازی فعالیت دارند.

## جوایز و افتخارات
معیریان تا به‌حال ۶ بار نامزد دریافت «سیمرغ بلورین بهترین چهره‌پردازی» از جشنوارهٔ فیلم فجر بوده‌است و ۳ بار این جایزه را دریافت کرده‌است.
- ۱۳۶۷ - برندهٔ سیمرغ بلورین بهترین چهره‌پردازی برای فیلم سرب به کارگردانی مسعود کیمیایی (هفتمین جشنوارهٔ فیلم فجر)
- ۱۳۷۴ - برندهٔ سیمرغ بلورین بهترین چهره‌پردازی برای فیلم غزال به کارگردانی مجتبی راعی (چهاردهمین جشنوارهٔ فیلم فجر)
- ۱۳۷۵ - برندهٔ سیمرغ بلورین بهترین چهره‌پردازی برای فیلم طوفان به کارگردانی محمد بزرگ نیا (پانزدهمین جشنوارهٔ فیلم فجر)

جوایز دیگر عبارتند از:
- ۱۳۵۴ - برندهٔ جام جم زرین بهترین چهره پردازی برای نمایشنامه کدوقلقلی و دیو از سازمان رادیو تلویزیون ملی ایران
- ۱۳۷۱ - دیپلم افتخار بهترین چهره پرداز از مجله گزارش فیلم
- ۱۳۷۹ - لوح تقدیر بهترین چهره پردازی برای سریال ولایت عشق از سازمان صدا و سیمای ج.ا. ا
- ۱۳۸۰ - برنده جایزه بهترین چهره پردازی برای سریال مریم مقدس از خانه سینمای ایران
- ۱۳۸۰ - لوح تقدیر بهترین چهره پردازی برای سریال شب دهم از سازمان صدا و سیمای ج.ا. ا
- ۱۳۹۲ - برنده سرو زرین بهترین چهره پردازی برای سریالهای پروانه و ارمغان تاریکی از سومین جشنواره تلویزیونی جام جم
- ۱۳۹۳ - برندهٔ جایزه بهترین چهره پرداز از چهارمین جشنواره سیما برای سریال مریم مقدس

## فیلمشناسی
1. ۱۳۹۳ آتش‌بس ۲
2. ۱۳۸۹ یکی از ما دو نفر
3. ۱۳۸۷ شب واقعه
4. ۱۳۸۶ پرچم‌های قلعه کاوه
5. ۱۳۸۶ تسویه حساب
6. ۱۳۸۵ نسکافه داغ داغ
7. ۱۳۸۴ آتش‌بس (تهمینه میلانی)
8. ۱۳۸۴ شاهزاده ایرانی (محمد نوری‌زاد)
9. ۱۳۸۳ از دور دست (رامین محسنی)
10. ۱۳۸۲ الهه زیگورات (رحمان رضایی)
11. ۱۳۸۱ زندانی ۷۰۷ (حبیب‌الله بهمنی)
12. ۱۳۸۱ مزرعه پدری (رسول ملاقلی‌پور)
13. ۱۳۸۱ سیزده گربه روی شیروانی (علی عبدالعلی زاده)
14. ۱۳۸۰ خانه‌ای روی آب (بهمن فرمان‌آرا)
15. ۱۳۸۰ قارچ سمی (رسول ملاقلی‌پور)
16. ۱۳۷۹ تارزن و تارزان (علی عبدالعلی زاده)
17. ۱۳۷۹ دلباخته (خسرو معصومی)
18. ۱۳۷۹ قطعه ناتمام (مازیار میری)
19. ۱۳۷۹ مریم مقدس (شهریار بحرانی)
20. ۱۳۷۸ شراره (سیامک شایقی)
21. ۱۳۷۷ آخرین تک سوار (محمد سیف زاده)
22. ۱۳۷۷ کمیته مجازات (علی حاتمی)
23. ۱۳۷۵ طوفان (محمدرضا بزرگ نیا)
24. ۱۳۷۵ جان‌سخت (علی اکبر ثقفی)
25. ۱۳۷۴ فاتح (بهرام ری پور)
26. ۱۳۷۴ غزال (مجتبی راعی)
27. ۱۳۷۴ لبنان عشق من (حسن کاربخش)
28. ۱۳۷۴ رهاشدگان (غلامرضا جنت خواه دوست)
29. ۱۳۷۴ تعقیب (علی عبدالعلی زاده)
30. ۱۳۷۳ زمین آسمانی (محمدعلی نجفی)
31. ۱۳۷۳ آرزوی بزرگ (خسرو شجاعی)
32. ۱۳۷۳ روز دیدنی (فرزین مهدی‌پور)
33. ۱۳۷۲ پادزهر (بهرام کاظمی)
34. ۱۳۷۲ همه دختران من (اسماعیل سلطانیان)
35. ۱۳۷۲ ایوب پیامبر (فرج‌الله سلحشور)
36. ۱۳۷۲ پرتگاه (بهرام ری پور)
37. ۱۳۷۲ هبوط (احمدرضا معتمدی)
38. ۱۳۷۲ آخرین خون (منوچهر مصیری)
39. ۱۳۷۱ دلاوران کوچه دلگشا (حسن هدایت)
40. ۱۳۷۱ ماه عسل (حجت‌الله سیفی)
41. ۱۳۷۱ سارا (داریوش مهرجویی)
42. ۱۳۷۱ بندر مه آلود (امیر قویدل)
43. ۱۳۷۱ تماس شیطانی (حسن قلی‌زاده)
44. ۱۳۷۱ زندان دیو (حسن محمدزاده)
45. ۱۳۷۱ ردپای گرگ (مسعود کیمیایی)
46. ۱۳۷۰ گرگ‌های گرسنه (سیروس مقدم)
47. ۱۳۷۰ اوینار (شهرام اسدی)
48. ۱۳۷۰ مرغابی وحشی (مسعود کرامتی)
49. ۱۳۷۰ شقایق (مجید قاری‌زاده)
50. ۱۳۷۰ قرق (احمد هاشمی)
51. ۱۳۷۰ عشق من، شهر من (علی قوی تن)
52. ۱۳۷۰ دو نفر و نصفی (یدالله صمدی)
53. ۱۳۷۰ مار (مجید جوانمرد)
54. ۱۳۷۰ جیب برها به بهشت نمی‌روند (ابوالحسن داودی)
55. ۱۳۷۰ تبعیدی‌ها (جهانگیر جهانگیری)
56. ۱۳۶۹ پنجاه و سه نفر (یوسف سیدمهدوی)
57. ۱۳۶۹ چون ابر در بهاران (سعید امیرسلیمانی)
58. ۱۳۶۹ گزل (محمدعلی سجادی)
59. ۱۳۶۹ حکایت آن مرد خوشبخت (غلامرضا حیدرنژاد)
60. ۱۳۶۹ افسانه آه (تهمینه میلانی)
61. ۱۳۶۹ در مسلخ عشق (کمال تبریزی)
62. ۱۳۶۹ همه یک ملت (حسین مختاری)
63. ۱۳۶۸ دستمزد (مجید جوانمرد)
64. ۱۳۶۸ مرگ پلنگ (فریبرز صالح)
65. ۱۳۶۷ شاخه‌های بید (امرالله احمدجو)
66. ۱۳۶۷ کشتی آنجلیکا (محمدرضا بزرگ نیا)
67. ۱۳۶۷ در مسیر تندباد (مسعود جعفری جوزانی)
68. ۱۳۶۶ سرب (مسعود کیمیایی)
69. ۱۳۶۶ طهران روزگار نو (علی حاتمی)
70. ۱۳۶۶ وکیل اول (جمشید حیدری)
71. ۱۳۶۳ مدار بسته (رحمان رضایی)
72. ۱۳۶۳ گنج (محمدعلی سجادی)
73. ۱۳۶۲ هیولای درون (خسرو سینایی)
74. ۱۳۶۲ کمال الملک (علی حاتمی)
75. ۱۳۶۱ مرگ یزدگرد (بهرام بیضایی)
76. ۱۳۵۹ آقای هیروگلیف (غلامعلی عرفان)
77. ۱۳۵۹ گفت هر سه نفرشان (غلامعلی عرفان)
78. ۱۳۵۸ زنده باد… (خسرو سینایی)
79. ۱۳۵۶ سوته دلان (علی حاتمی) - طراح و چهره پرداز اولیه
80. ۱۳۴۹ آرامش در حضور دیگران (ناصر تقوایی)

## مجموعه‌ها و سریالهای تلویزیونی
۱۳۵۴ سلطان صاحبقران (علی حاتمی)
۱۳۵۸ هزاردستان (علی حاتمی)
۱۳۶۲ سربداران (محمدعلی نجفی)
۱۳۶۲ طبل توخالی (احمد نجیب‌زاده)
۱۳۶۵ مرغ حق (حسین مختاری و مسعود فروتن)
۱۳۶۶ |کوچک جنگلی (بهروز افخمی)
۱۳۶۷ رعنا (داود میرباقری)
۱۳۷۴ سمندون (ناصر هاشمی)
۱۳۷۵ تنهاترین سردار (مهدی فخیم زاده)
۱۳۷۶ مردان آنجلس (فرج‌الله سلحشور)
۱۳۷۷ عید آن سالها (سعید ابراهیمی فر)
۱۳۷۹ ولایت عشق (مهدی فخیم زاده)
۱۳۷۹ مریم مقدس (شهریار بحرانی)
۱۳۷۹ برگه‌های سفید (شفیع آقامحمدیان)
۱۳۸۰ شب دهم (حسن فتحی)
۱۳۸۲ روشنتر از خاموشی (حسن فتحی)
۱۳۸۶ چهل سرباز (محمد نوریزاد)
۱۳۸۹ ارمغان تاریکی (جلیل سامان)
۱۳۹۲ پروانه (جلیل سامان)
۱۳۹۲ آب پریا (مرضیه برومند)

## یادکرد منابع
1. 1 2  «جلال‌الدین معیریان». وبگاه سوره سینما. دریافت‌شده در ۱۷ آوریل ۲۰۱۱.
2. ↑  «چهره‌های معیریان». جشنواره فیلم فجر. دریافت‌شده در ۲۰۲۲-۰۶-۰۳.
3. ↑  "Reich, Sir Erich (Arieh), (born 1935), Founder and Managing Director, Classic Tours, 1989–2014". Who's Who. Oxford University Press. 2010-12-01.
4. ↑  «معیریان: انجمن چهره پردازان مقصر نازل بودن دستمزد گریمورها است/کیفیت چهره‌پردازی در سینما افتضاح است». اخبار سینمای ایران و جهان - سینماپرس. ۲۰۱۳-۱۲-۰۶. دریافت‌شده در ۲۰۲۲-۰۶-۰۳.
5. ↑  https://jamejamonline.ir (۲۰۲۲-۰۹-۱۲). «بهترین چهره پرداز سینمای ایران». fa. دریافت‌شده در ۲۰۲۳-۰۴-۰۷.
6. ↑  «بهترین چهره پرداز سینمای ایران».[پیوند مرده]
7. 1 2  «جلال‌الدین معیریان». وبگاه ایران اکتور. بایگانی‌شده از اصلی در ۱۷ دسامبر ۲۰۱۰. دریافت‌شده در ۱۷ آوریل ۲۰۱۱.
8. ↑  «جلال‌الدین معیریان». وبگاه سوره سینما.
9. ↑  «جلال معیریان در کنار نسل جوان». وبگاه magiran (روزنامهٔ ایران). ۵ بهمن ۱۳۸۸. دریافت‌شده در ۱۷ آوریل ۲۰۱۱.